# Liste der Stolpersteine im Landkreis Rosenheim

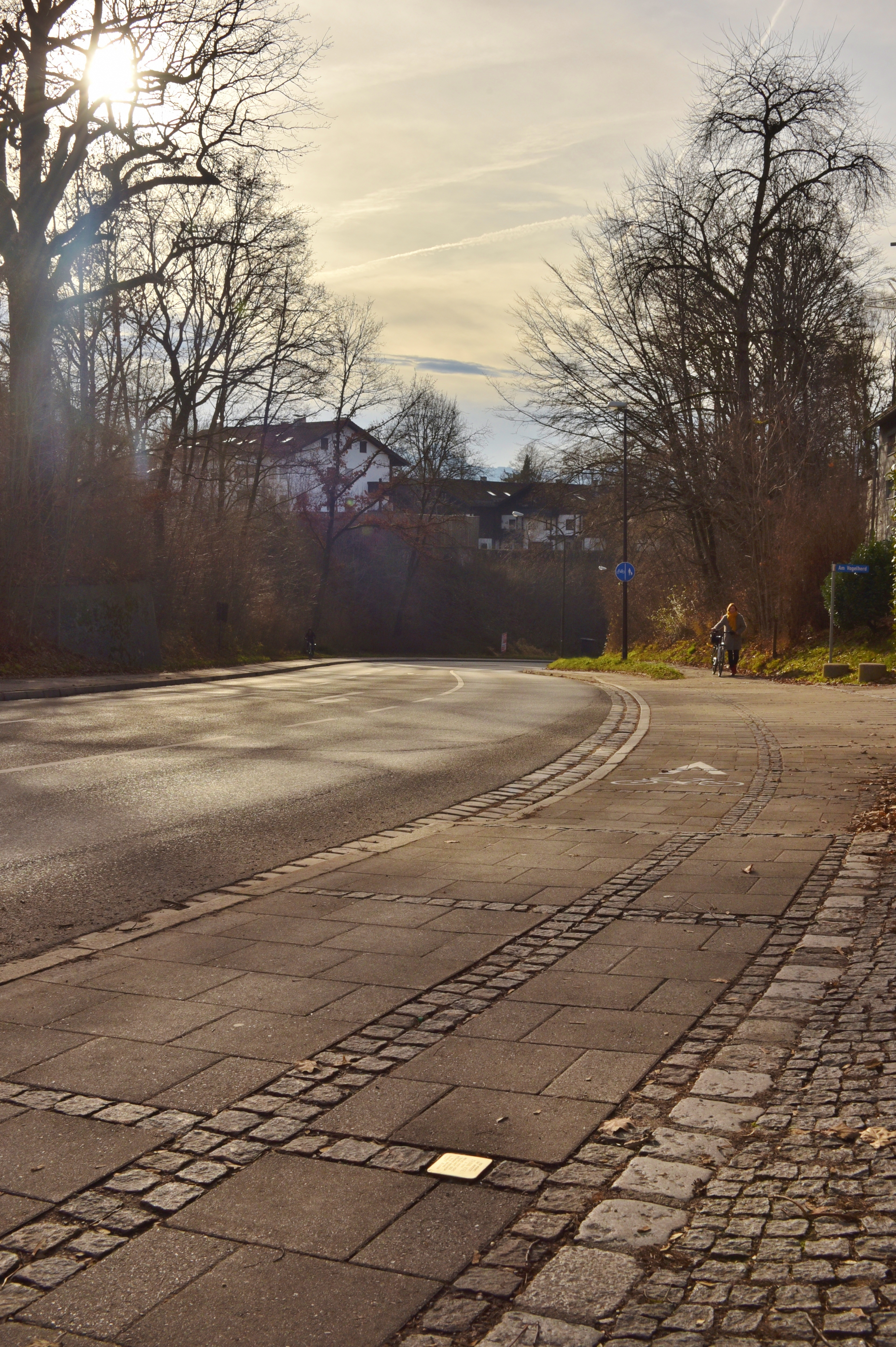
Stolperstein für den Widerstandskämpfer Johann Vogl in Stephanskirchen

Die Liste der Stolpersteine in Stadt und Landkreis Rosenheim umfasst jene Stolpersteine, die vom Kölner Künstler Gunter Demnig im oberbayrischen Landkreis Rosenheim und in der kreisfreien Stadt Rosenheim verlegt wurden. Sie sind den Opfern des Nationalsozialismus gewidmet, die vom NS-Regime drangsaliert, deportiert, ermordet, in die Emigration oder in den Suizid getrieben wurden.
Demnig verlegt für jedes Opfer einen eigenen Stein, im Regelfall vor dem letzten selbst gewählten Wohnsitz.

## Opfergruppen
Wie im gesamten NS-Herrschaftsgebiet zählten zu den Opfern im Landkreis Rosenheim vorrangig Juden und politisch Andersgesinnte, Zeugen Jehovas, Roma und Sinti, homosexuelle Menschen, Behinderte, sogenannte Asoziale und Zwangsarbeiter.
Die jüdischen Bewohner von Stadt und Kreis Rosenheim konnten nie eine eigenständige Gemeinde gründen. 1910 wohnten in Rosenheim 56 Menschen jüdischen Glaubens, 1925 nur mehr 39. Das waren zuerst 0,4 %, später 0,2 % der gesamten Bevölkerung. 1933 gab es noch elf Geschäfte, die von Juden geführten wurden. Ein älteres jüdisches Ehepaar beging bereits im März 1933  Suizid. Aufgrund von Repressalien, Boykott und Entrechtung flüchteten 14 Juden in die USA, die Niederlande und die Tschechoslowakei, nach England und nach Palästina. Die meisten Geschäftsinhaber mussten schließen oder unter Zwang verkaufen. Die beiden letzten Läden, die Juden gehörten, wurden im Rahmen der sogenannten Reichskristallnacht von SA-Männern überfallen und vollständig demoliert. Mindestens 17 jüdische Männer, Frauen und Kinder aus Stadt und Kreis wurden im Rahmen der Shoah vom NS-Regime ermordet, überwiegend ältere Personen, aber auch die Familie Block mit drei Kindern.

## Verlegte Stolpersteine

### Brannenburg
Vor dem Rathaus von Brannenburg wurde im Mai 2025 ein Stolperstein verlegt.
| Stolperstein | Inschrift                                                                                   | Standort        | Name, Leben          |
| ------------ | ------------------------------------------------------------------------------------------- | --------------- | -------------------- |
|              | IN BRANNENBURG WOHNTE DR. MAXIMILIAN MINTZ JG. 1867 GEDEMÜTIGT/ENTRECHTET TOT 23. FEB. 1940 | Schulstraße 2 · | Dr. Maximilian Mintz |

### Bruckmühl
Vor der Staatlichen Realschule im Markt Bruckmühl wurde im Mai 2025 ein Stolperstein verlegt.
| Stolperstein | Inschrift                                                                                                 | Standort         | Name, Leben                  |
| --- | --- | ---------------- | ---------------------------- |
| Bild gesucht Der Benutzer GeorgDerReisende ( Diskussion ) wünscht sich an dieser Stelle ein Bild vom Ort mit diesen Koordinaten 47.883497 11.918464 . Motiv: Rathausplatz 3: der Stolperstein für Leonhard Widmann, die Lage und die Schule Falls du dabei helfen möchtest, erklärt die Anleitung , wie das geht. BW | LEONHARD WIDMANN JG. 1923 EINGEWIESEN 25.4.1942 HEILANSTALT EGLFING-HAAR ’HUNGERHAUS’ ERMORDET 19.10.1943 | Rathausplatz 3 · | Leonhard Widmann (1923–1943) |

### Kolbermoor
In Kolbermoor wurden drei Stolpersteine verlegt. Das Schicksal des italienischen Zwangsarbeiter-Ehepaares Zanobini wurde von Andreas Salomon aus Rosenheim recherchiert, der selbst dreißig Jahre in Kolbermoor gelebt hatte.
| Stolperstein | Inschrift | Verlegeort               | Name, Leben |
| --- | --- | ------------------------ | --- |
| Bild gesucht Der Benutzer GeorgDerReisende ( Diskussion ) wünscht sich an dieser Stelle ein Bild vom Ort mit diesen Koordinaten 47.841833 12.06852 . Motiv: Gehrerstraße/Am Eglsee (rechts): der Stolperstein für Mathias Stich und die Lage Falls du dabei helfen möchtest, erklärt die Anleitung , wie das geht. BW | HIER WOHNTE MATHIAS STICH ZEUGE JEHOVAS JG. 1917 MEHRMALS VERHAFTET 1937 KZ DACHAU 1939 KZ MAUTHAUSEN 1940 KZ GUSEN ERMORDET 24.1.1942                                     | Gehrerstraße/Am Eglsee · | Mathias Stich (1907–1942) |
| | FERNANDA ZANOBINI GEB. PAGANELLI JG. 1917 ITALIENISCHE ZWANGSARBEITERIN 1944 RÜSTUNGSINDUSTRIE BMW BEFREIT                                                                 | vor der Bücherei ·       | Fernanda Zanobini, geborene Paganelli, wurde am 12. September 1917 in Porretta Terme in der Metropolitanstadt Bologna geboren. Sie wuchs in Rimini auf, die Familie wohnte in der Viale Principe Amedo 3, Albergo Flora. Sie erlernte den Beruf der Schneiderin und übte ihn ab 1934 auch aus. Sie heiratete Fortunato Zanobini, einen Kellner, auch er in Rimini aufgewachsen. Das Paar wurde zur Zwangsarbeit nach Deutschland verschleppt und am 19. November 1943 vom Arbeitsamt München registriert. Fernanda Zabonini wurde in ein Lager in der Dachauerstraße eingewiesen und arbeitete zuerst bei der Firma Präma-Apparatebau. Am 4. April 1944 wurde sie als Küchenhilfe nach Kolbermoor überstellt. Die Küche für die BMW-Rüstungsfirma dort befand sich in Bruckmühl. Ihr wurde ein Schlafplatz in einem Barackenlager auf der Loreto-Wiese in Rosenheim zugewiesen. Ihr Mann Fortunato Zanobini kam Anfang Mai ebenfalls nach Kolbermoor, wurde jedoch nach wenigen Wochen festgenommen und in das KZ Buchenwald deportiert. Sie sollte ihn nie wieder sehen, er verlor sein Leben im März 1945. Fernanda Zanobini selbst bekam Ärger mit dem Küchenleiter, der mit ihrer Arbeit unzufrieden war. Am 25. November 1944 erhielt sie eine Rüge wegen des Fehlens bei der Arbeit. Sie erkrankte, es wurde kontrolliert, ob sie wirklich arbeitsunfähig war. Sie wurde wegen fehlender Besen von ihrem Vorgesetzten gemeldet und sollte diese ersetzen, der Gegenwert entsprach einem Wochenlohn. Es folgten Verwarnungen, die wieder mit Geldstrafen verbunden waren. Fernanda Zanobini erlebte das Kriegsende und wurde befreit. |
| | FORTUNATO ZANOBINI JG. 1915 ITALIENISCHER ZWANGSARBEITER 1944 RÜSTUNGSINDUSTRIE BMW 'SCHUTZHAFT' 1944 'ARBEITSVERWEIGERUNG' DACHAU, BUCHENWALD 1945 BERGEN-BELSEN ERMORDET | vor der Bücherei ·       | Fortunato Zanobini wurde am 9. Februar 1915 in Bologna geboren und wuchs in Rimini auf. Von Beruf war er Kellner, später Gastwirt. Er heiratete Fernanda Paganelli. Im Oktober 1943 verhängten die deutschen Besatzungstruppen in Oberitalien eine Arbeitspflicht für Männer der Jahrgänge 1910 bis 1925. Über die Folgemonate ist nur wenig bekannt. Er wurde nach Deutschland verbracht und am 15. November 1943 erstmals vom Arbeitsamt München registriert. Wo er in den ersten Monaten gearbeitet hat, ist unbekannt. Ab 5. Januar 1944 war er wegen Arbeitsvertragsbruches im Augsburger Gefängnis inhaftiert. Ab 4. Mai 1944 musste er als Hilfsarbeiter in der „Baumwollspinnerei Werk II“ von Kolbermoor Zwangsarbeit verrichten. Dies war der Deckname für das BMW-Entwicklungswerk für Flugzeugmotoren, welches damals ausschließlich für die Rüstungsproduktion tätig war. In einer Baracke war ihm ein Schlafplatz zugewiesen, mit einem Strohsack und einem Ofen, allerdings war kein Brennmaterial vorhanden. Unter den Zwangsarbeitern herrschte großer Hunger. Nach zweieinhalb Wochen wurde er wegen Arbeitsvertragsbruchs bei der örtlichen Schutzpolizei angezeigt. Er habe nicht in der Baracke genächtigt und tagsüber fallweise seinen Arbeitsplatz ohne Erlaubnis verlassen. Zanobini wurde verhaftet und in das Gerichtsgefängnis Rosenheim eingeliefert. Der Landrat wurde in Kenntnis gesetzt. Nach wenigen Tagen begann die Gestapo in München mit Ermittlungen. Das Gesundheitsamt bestätigte seine Lagertauglichkeit und er wurde schließlich über das Polizeigefängnis München in das KZ Dachau deportiert, wo er am 5. Juli 1944 registriert wurde. Er musste wiederum schwere Zwangsarbeit leisten. Nach fünf Monaten wurde er in das KZ Buchenwald verlegt, nach drei Tagen von dort in das KZ-Außenkommando S III in Ohrdruf. Er ist hier im Tunnel- und Bunkerbau eingesetzt, bei dem Tausende Häftlinge umkommen. Am 13. März 1945 wurde Fortunato Zanobini in das völlig überbelegte KZ Bergen-Belsen überstellt. Mehr als 18.000 Häftlinge starben dort allein im Monat März. Es herrschten Hunger, Seuchen, furchtbare hygienische Zustände und Massensterben. Auch Fortunato Zanobini kam in den letzten Tagen des NS-Regime ums Leben. Auch seine Frau wurde verwarnt und bestraft, kam jedoch nicht in ein Konzentrationslager und konnte das Ende des NS-Regimes in Rosenheim erleben. Ihr weiteres Schicksal ist nicht bekannt. |

### Neubeuern
Vor dem heutigen Kinderheim Rosenhof in Pinswang, Gemeinde Neubeuern, wurden zwei Stolpersteine verlegt.
| Stolperstein | Inschrift                                                                                         | Standort             | Name, Leben                               |
| ------------ | ------------------------------------------------------------------------------------------------- | -------------------- | ----------------------------------------- |
|              | HIER WOHNTE DR. HEINZ KERB JG. 1883 GEDEMÜTIGT / ENTRECHTET TOT 1938                              | Pinswang, Rosenhof · | Dr. Heinz Kerb (1883–1938)                |
|              | HIER WOHNTE DR. ERICH SPIEGELBERG JG. 1877 GEDEMÜTIGT / ENTRECHTET FLUCHT IN DEN TOD 1939 MÜNCHEN | Pinswang, Rosenhof · | Dr. Erich Ephraim Spiegelberg (1877–1939) |

### Prutting
In Prutting wurden fünf Stolpersteine für Mitglieder der Familie Block an einer Anschrift verlegt.
| Stolperstein | Inschrift                                                                         | Verlegeort                                                       | Name, Leben |
| ------------ | --------------------------------------------------------------------------------- | ---------------------------------------------------------------- | --- |
|              | HIER WOHNTE ARNO BLOCK JG. 1928 DEPORTIERT 1942 PIASKI ERMORDET                   | Niedernburg, · Staatsstraße 2359 / Ecke Elisabeth-Block-Straße · | Arno Block wurde am 23. November 1928 in Niedernburg als Sohn von Fritz und Mirjam Block geboren. Er hatte zwei ältere Schwestern. Die Versuche der Auswanderung der ganzen Familie ließen sich nicht verwirklichen. Ab November 1938 durften die Kinder wegen ihrer jüdischen Herkunft nicht mehr zur Schule gehen. Den Unterricht übernahmen die Eltern zu Hause. Im Jahr 1940 wurde der damals 12-jährige von seiner Mutter wie folgt beschrieben: „Begabt ist er wohl hauptsächlich fürs ‚Schrauben‘, anders kann ich mich nicht ausdrücken, denn weder Lesen und Lernen interessiert ihn, nur so zusammengesetzte und zusammengebastelte Sachen, und dann mag er gerne draußen sein, er läuft so, wie er Zeit hat, Ski und kommt klitschnass heim. Vorlesen hören abends ist seine ganze Wonne, aber zum Lesen muss man ihn trietzen.“ Die Mutter konstatierte auch Konzentrationsschwächen und Unlust beim Lernen, insbesondere im Sprachunterricht. Die Familie musste sich im März 1942 in das Milbertshofener Barackenlager begeben. Von dort wurde Arno Block gemeinsam mit seinen Eltern, Schwestern und 984 weiteren bayerischen Juden am 3. April 1942 nach Piaski im Distrikt Lublin deportiert. Arno Block und seine ganze Familie wurden vom NS-Regime ermordet. |
|              | HIER WOHNTE FRITZ BLOCK JG. 1892 DEPORTIERT 1942 PIASKI ERMORDET                  | Niedernburg, · Staatsstraße 2359 / Ecke Elisabeth-Block-Straße · | Fritz Block wurde am 12. März 1892 in Hannover geboren. Fritz Block und seine spätere Frau stammten aus wohlhabenden und angesehenen Bürgerfamilien Hannovers. Er besuchte das Königliche Goethe-Gymnasium in Hannover und schloss im Februar 1910 mit dem Abitur ab. Danach studierte er in Hannover und München Elektrotechnik. Im Ersten Weltkrieg war er als Flieger-Unteroffizier der preußischen Armee an der Front. Er wurde mit dem Eisernen Kreuz II. Klasse ausgezeichnet. Ab 1917 wandte sich Fritz Block den Ideen des Zionismus zu. Im November 1917 konnte er sein Studium fortsetzen und es im April 1918 mit dem Diplom abschließen. Am 10. Juni 1920 heiratete er im Hachscharahzentrum Mirjam, geborene Frensdorff. Das Ehepaar bereitete sich auf die Auswanderung nach Palästina vor, das Visum wurde ihnen aber verweigert. Am 22. Dezember 1921 erwarben sie ein 2,77 Hektar großes Anwesen in Niedernburg, wo sie eine Gärtnerei aufbauten. Sie bekamen die Kinder Elisabeth (geboren 1923), Gertrud (geboren 1927) und Arno (geboren 1928). Fritz Block betätigte sich auch künstlerisch, er töpferte, malte und schrieb Gedichte. Ab November 1938 durften die Kinder nicht mehr zur Schule gehen. Die Eltern übernahmen den Unterricht zu Hause. Das Haus musste im Mai 1939 im Rahmen der sogenannten „Arisierung“ weit unter Wert für 10.000 Reichsmark verkauft werden. Ab 26. April 1940 war er zur Zwangsarbeit bei täglich bis zu 13 Stunden dauernden Gleisarbeiten verpflichtet. Er zog er sich ein schweres Rheumaleiden zu, seine Familie sah er kaum noch. Im März 1942 musste sich die Familie in das Judenlager Milbertshofen begeben. Die ganze Familie wurde gemeinsam mit 984 weiteren bayerischen Juden am 3. April 1942 nach Piaski im Distrikt Lublin deportiert. Fritz Block und seine Familie wurden vom NS-Regime ermordet. |
|              | HIER WOHNTE ELISABETH BLOCK JG. 1923 DEPORTIERT 1942 PIASKI ERMORDET              | Niedernburg, · Staatsstraße 2359 / Ecke Elisabeth-Block-Straße · | Elisabeth Block wurde am 12. Februar 1923 in Niedernburg geboren. Sie war das älteste von drei Kindern von Fritz Block und dessen Frau Mirjam, geborene Frensdorf. Ab März 1933 schrieb sie Tagebuch. Neben dem Lernen und der Gartenarbeit las sie sehr viel, eine Leseliste mit mehreren hundert Büchern ist erhalten. Das Haus der Familie musste im Rahmen der sogenannten „Arisierung“ verkauft werden, die Familie durfte einige Räume weiterhin nutzen. Es wurde sich um eine Ausreise nach Palästina bemüht, doch wurden die Visa verweigert. Ab Mai 1941 musste Elisabeth Block Zwangsarbeit bei einem Bauern verrichten. Am 8. März 1942 brach das Tagebuch von Elisabeth Block ab, die Familie hatte noch Zeit gehabt, den Haushalt aufzulösen und die Tagebücher an die Freundin und Haushaltshilfe Kathi Geidobler zu übergeben. Die Familie kam in das Judenlager Milbertshofen. Die ganze Familie wurde gemeinsam mit 984 weiteren bayerischen Juden am 3. April 1942 nach Piaski im Distrikt Lublin deportiert. Das letzte Lebenszeichen der Familie stammt vom 21. April 1941. Elisabeth Block wurde vom NS-Regime ermordet. Ihre Tagebücher wurden veröffentlicht und gelten als wichtiges historisches Dokument. |
|              | HIER WOHNTE GERTRUD BLOCK JG. 1927 DEPORTIERT 1942 PIASKI ERMORDET                | Niedernburg, · Staatsstraße 2359 / Ecke Elisabeth-Block-Straße · | Gertrud Block wurde am 28. Oktober 1927 in Niedernburg geboren. Ihre Eltern waren Fritz und Mirjam Block. Sie malte, spielte Zither und spielte gerne Schach. Von Freunden der Familie wurde sie als „sehr lebhaft, sogar ein bisschen aufrührerisch“ beschrieben – und als „unwahrscheinlich gescheit“. Die Eltern und Geschwister ermöglichten ihr relativ lange eine unbeschwerte Kindheit. Schließlich jedoch wurde sie von der Schule verwiesen und zur Zwangsarbeit bei einem Bauern in der Nähe verpflichtet. Die Familie musste sich im März 1942 im Judenlager Milbertshofen einfinden. Die ganze Familie wurde gemeinsam mit 984 weiteren bayerischen Juden am 3. April 1942 nach Piaski im Distrikt Lublin deportiert. Ein letztes Lebenszeichen war eine Postkarte ihrer Mutter vom 21. April 1942, gerichtet an die neuen Besitzer des früheren Familiensitzes in Niedernburg. Gertrud Block ergänzte einige Zeilen, darunter: „Wie denken oft an Knödel und Sauerkraut und es läuft uns das Wasser im Mund zusammen.“ Gertrud Block, ihre Eltern, Schwester und Bruder wurden alle vom NS-Regime ermordet. Ort und Zeitpunkt sind unbekannt. |
|              | HIER WOHNTE MIRJAM BLOCK GEB. FRENSDORFF JG. 1896 DEPORTIERT 1942 PIASKI ERMORDET | Niedernburg, · Staatsstraße 2359 / Ecke Elisabeth-Block-Straße · | Mirjam Block, geborene Frensdorff, wurde am 28. Juli 1896 in Hannover geboren. Sie konnte das Abitur abschließen, vermutlich 1912. Sie und ihr späterer Mann stammten aus wohlhabenden und angesehenen Bürgerfamilien Hannovers. Sie hatte zumindest eine Schwester, Else, später verehelichte Levy. Am 10. Juni 1920 heiratete sie im Hachscharahzentrum den Elektrotechniker Fritz Block. Das Paar besuchte nach der Hochzeit für eineinhalb Jahre einen landwirtschaftlichen Kurs als Vorbereitung auf eine geplante Auswanderung nach Palästina. 1921 erwarben sie ein Grundstück in Niedernburg, wo beide eine Gärtnerei aufbauten. Das Ehepaar hatte drei Kinder: Elisabeth (1923), Gertrud (1927) und Arno (1928). Mirjam Block wurde von Zeitzeugen als intelligent, fein und „richtig mütterlich“ beschrieben. In der sogenannten Reichspogromnacht 1938 wurde ihr Schwager von SA-Männern ermordet. Ihre Schwester wanderte in der Folge nach Palästina aus. Auch Familie Block bemühte sich um eine Auswanderung, bekam aber keine Visa. Nachdem die Kinder nicht mehr die Schule besuchen konnten, wurden sie von ihr und ihrem Mann unterrichtet. Ihr Haus mussten sie im Zuge der Arisierung zwangsverkaufen. Mirjam Block und ihre Familie mussten sich im März 1942 im Judenlager Milbertshofen einfinden. Die ganze Familie wurde gemeinsam mit 984 weiteren bayerischen Juden am 3. April 1942 nach Piaski im Distrikt Lublin deportiert. Ein letztes Lebenszeichen war eine Postkarte, die sie am 21. April 1942 an die neuen Besitzer des früheren Familiensitzes in Niedernburg schrieb. Mirjam Block, ihr Ehemann und ihre Kinder wurden alle vom NS-Regime ermordet. Ort und Zeitpunkt sind unbekannt. |

### Rosenheim
In Rosenheim wurden am 10. Juni 2021 sieben Stolpersteine an drei Anschriften auf Privatgrund verlegt.
| Stolperstein | Inschrift | Verlegeort         | Name, Leben |
| ------------ | --- | ------------------ | --- |
|              | HIER ARBEITETE ISIDOR CAMNITZER JG. 1865 GEDEMÜTIGT / ENTRECHTET TOT 5.9.1938                                              | Münchner Straße 28 | Isaak Isidor Camnitzer wurde am 23. Februar 1865 als Sohn des Kaufmanns Mendel Camnitzer und dessen Frau Henriette, geborene Becker, im westpreußischen Schwetz an der Weichsel, geboren. Wann er nach Rosenheim kam, ist nicht bekannt. Er mietete sich im 1899/1900 erbauten Wohn- und Geschäftshaus Münchener Straße 28 ein und eröffnete ein repräsentatives Kaufhaus. Sein Geschäftsnachbar – auf der anderen Seite der Tordurchfahrt – war Alexander Wiener mit seinem Textil- und Modegeschäft. Isaak Camnitzer zählte zu den Gründungsmitgliedern des Israelitischen Kultusvereins Rosenheim. Der Verein sollte im Mai 1900 seine Tätigkeit aufnehmen, doch wurde er auf Einspruch des Stadtmagistrats untersagt. Der Kaufmann soll bei der Bevölkerung sehr beliebt gewesen sein. Vor allem Arbeiter aus der benachbarten Saline kauften bei ihm ein. Fallweise verzichtete er aus sozialen Gründen auf die Bezahlung der Ware, fallweise soll er das ein oder andere Kleidungsstück für Kinder verschenkt haben. Bereits 1919 soll Isaak Camnitzer nach München verzogen sein, schien jedoch bis in das Jahr 1936 in den Rosenheimer Adressbüchern auf. Am 17. Dezember 1928 heiratete er in München Maria Magdalena Schneider, geboren am 9. Januar 1891 in Bamberg. Auch vor seinem Geschäft postierten sich SA-Männer, um die Bevölkerung am Betreten des Ladens zu hindern. In der Liste der jüdischen Geschäfte, die am 1. April 1933 boykottiert werden sollten, ist auch das Kaufhaus Camnitzer aufgeführt. Die Repressalien hätten, so Zeitzeugen, Camnitzer sehr zugesetzt: „…darum ist er auch nicht mehr gesund geworden.“ Nach Inkrafttreten der Nürnberger Gesetze ließ sich seine Ehefrau scheiden. Isaak Isidor Camnitzer verstarb am 5. September 1938 in München. Die Todesursache ist nicht bekannt. |
|              | HIER WOHNTE FRANZ GORY KAUFMANN JG. 1919 VERHAFTET 6.7.1942 RASSISTISCH VERFOLGT DACHAU SACHSENHAUSEN ENTLASSEN 23.11.1942 | Bahnhofstraße 8    | Franz Gory Kaufmann wurde am 21. Dezember 1919 in Lorch nahe Gmünd geboren. Er war das fünfte von sieben Kindern von Karl Kaufmann und dessen Frau Johanna. Mit sechs Jahren lernte er Geige spielen. Mit 15 Jahren wurde er Mitglied der Musikkapelle Eckstein, ein Tanz- und Unterhaltungsensemble. Als die Kapelle im Juni 1942 in Bad Langensalza spielte, wurden er und weitere Mitglieder der Kurstadt verwiesen. Er musste nach Rosenheim zurückkehren, dem ihm zugewiesenen Aufenthaltsort, und „leichte Arbeit“ suchen. Kaufmann verdingte sich acht Tage in einer Limonadenfabrik. Da er diese Aufgabe nicht bewältigte, wurde er von der Reichszentrale zur Bekämpfung des Zigeunerunwesens am 26. Juni 1942 als ‚volksschädigend‘ und ‚Asozialer‘ eingestuft. Er wurde am 6. Juli 1942 festgenommen und fünf Tage später mit einem Sammeltransport in das Polizeigefängnis München überstellt. Am 17. Juli 1942 verschleppten ihn Angehörige des NS-Regimes als ‚arbeitsscheu‘ in das KZ Dachau, wo er mit der Häftlingsnummer 33193 registriert wurde. Am 14. August wurde er in das KZ Sachsenhausen überstellt und bekam dort die Häftlingsnummer 46423. Am 23. November 1942 wurde Franz Gory Kaufmann entlassen und ging zu seiner Familie nach Nördlingen, musste dann aber Zwangsarbeit an verschiedenen Orten leisten. Er konnte die Nazi-Herrschaft überleben und arbeitete danach wieder als Musiker mit eigenem Ensemble. Er galt als hervorragender Geiger und spielte mit Größen der Unterhaltungsmusik zusammen, darunter Max Greger, Paul Kuhn und Django Reinhardt. Sein Rufname Gory wurde zu seinem Künstlernamen. Er war zweimal verheiratet und hatte vier Kinder. Franz Gory Kaufmann starb am 12. Mai 1992 in Sindelfingen. Die Familie seines Bruders wurde im Zuge des Porajmos in Auschwitz ermordet. |
|              | HIER ARBEITETE KATHARINA REICHNER JG. 1905 FLUCHT 1939 USA                                                                 | Münchner Straße 28 | Katharina Reichner wurde am 18. März 1905 in Rosenheim geboren. Ihre Eltern waren der aus Preßburg stammende Ignatz Reichner und Frieda, geborene Selz, die am 21. November 1873 in Nürnberg geboren wurde. Ihr Vater starb früh. 1912 heiratete ihre Mutter erneut. Ihr Stiefvater wurde der Kaufmann Alexander Wiener, der ebenfalls aus Preßburg stammte. 1914 wurde ihre Halbschwester Charlotte Wiener geboren. Nach der Machtergreifung Hitlers und der NSDAP wurde das Leben für Juden in Deutschland zunehmend unerträglich. Charlotte Wiener emigrierte 1936 nach Prag, ihr Stiefvater musste im Oktober 1938 sein Geschäft abmelden. Ihre Mutter und ihr Stiefvater verließen die Stadt und zogen ebenfalls nach Prag. Katharina Reichner konnte 1939 noch in die USA flüchten. 1942 heiratete sie dort den ebenfalls aus Rosenheim stammenden Heinrich Kohn (geboren am 9. November 1910). Ihr Mann nannte sich in den Vereinigten Staaten Harry Kohn. Er starb 1976. Kate Kohn starb am 21. November 1992 in Virginia Beach, Virginia. Ihre Mutter und ihr Stiefvater wurden im Zuge der Shoah ermordet. Die Halbschwester konnten 1940 von Prag auf die Philippinen flüchten. Sie ging später ebenfalls in die Vereinigten Staaten, heiratete zweimal und starb 2000 in Virginia Beach, Virginia. |
|              | HIER ARBEITETE EWALD THUNIG JG. 1897 IM WIDERSTAND / KPD GEWERKSCHAFTER 'SCHUTZHAFT' 25.3.1933 DACHAU ENTLASSEN 23.6.1938  | Brixstraße 2       | Ewald Thunig wurde am 15. Dezember 1897 in Straubing geboren. Er war das älteste Kind des Schneidermeisters Ewald Thunig und dessen Frau Karolina Thunig. Thunig hatte sechs Geschwister. Er machte eine Schreinerlehre, arbeitete als Geselle in Rosenheim und München und meldete sich 1914 als Freiwilliger an die Front. 1919 war er als Parkettleger in München beschäftigt und bis 1922 bei verschiedenen Rosenheimer Firmen. Er schloss sich der Arbeiterbewegung an und wurde Mitglied erst des Spartakusbundes, dann der USPD und schließlich der Kommunistischen Partei. Ab 1923 war er arbeitslos und verrichtete Gelegenheitsarbeiten. Von Mai 1924 bis Oktober 1924 war Ewald Thunig wegen seiner Tätigkeit für die zeitweise verbotene KPD inhaftiert. Danach fand er wieder Arbeit als Schreiner. Von Januar 1928 bis Mai 1929 war er Angestellter im Bezirksbüro der KPD. Ab 1930 besuchte er die Internationale Lenin-Schule in Moskau, danach die Propagandistenschule der KPD in Berlin. Von Oktober 1932 bis März 1933 war Ewald Thunig Schriftleiter der Neuen Zeitung, einer Publikation der KPD für München, Augsburg und Südbayern. Er war sehr aktiv im Widerstand gegen Hitler und den Nationalsozialismus, wurde rasch nach der Machtergreifung verhaftet und war dann einer der ersten Häftlinge im Konzentrationslager Dachau. Er wurde am 20. März 1933 verhaftet und war fünf Jahre lang eingesperrt. Danach lebte er bis 1942 als Schreiner in Kolbermoor. Nach dem Untergang des NS-Regimes war er einer der bedeutendsten Gewerkschaftsführer Bayerns. Zunächst war er Wohnungsreferent in Kolbermoor, dann vom 5. Januar 1946 bis 26. März 1946 Staatssekretär im Bayerischen Staatsministerium für Ernährung und Landwirtschaft, anschließend wurde er zum Kreisvorsitzenden des Rosenheimer Gewerkschaftsbundes gewählt, vier Jahre später zum Kreisvorsitzenden des Deutschen Gewerkschaftsbundes und blieb dies bis 1963. Nach dem Verbot der KPD im Jahr 1956 wechselte er zur SPD und blieb Parteimitglied bis ans Lebensende. Er war parteiübergreifend eine angesehene Persönlichkeit, sowohl im Kreis, als auch in ganz Bayern. Die Haftentschädigung für fünf Jahre KZ-Haft spendete er der Marktgemeinde Kolbermoor für den sozialen Aufbau. Ewald Thunig starb am 26. Juli 1991 in Rosenheim. |
|              | HIER ARBEITETE ALEXANDER WIENER JG. 1873 FLUCHT 1938 PRAG 1939 SLOWAKISCHE REPUBLIK DEPORTIERT MAJDANEK ERMORDET 6.9.1942  | Münchner Straße 28 | Alexander Wiener wurde am 13. August 1873 in Preßburg, heute Bratislava, geboren. Seine Eltern waren Samuel Wiener, ein Schneider, und Charlotte geborene Walter. Er lebte bis 1892 in Preßburg, dann in Memmingen, Regensburg und München. Nach Rosenheim kam er am 6. März 1899. Wiener war Kaufmann und führte zwei Geschäfte für Bekleidung, eines in der Innstraße 22 und ein zweites in der Münchner Straße 28. 1912 heiratete er die Witwe Frieda Reichner, geborene Selz, die eine Tochter aus erster Ehe hatte, Katharina, geboren 1905. Das Paar hatte eine gemeinsame Tochter, Charlotte, geboren 1914 in Rosenheim. 1928 gab er das Geschäft in der Innstraße auf. Nach der Machtergreifung Hitlers und der NSDAP wurde der Druck auf Juden, insbesondere Kaufleute, Schritt für Schritt unerträglich. Eine Schikane folgte der nächsten, die Kundschaft blieb aus. 1936 flüchtete Charlotte Wiener nach Prag. Bereits vor den Novemberpogromen musste Alexander Wiener das zweite Geschäft abmelden. Dies erfolgte am 27. Oktober 1938. Danach mussten Alexander Wiener und seine Frau die Stadt verlassen, sie gingen ebenfalls nach Prag. Seine Ehefrau wurde am 28. April 1942 von Prag nach Theresienstadt deportiert und zwei Tage später weiter nach Zamość. Sie wurde dort ermordet. Alexander Wiener wurde in Trnava in der Slowakei verhaftet, im April 1942 deportiert und am 6. September 1942 im Vernichtungslager Majdanek ermordet. Beide Töchter konnten rechtzeitig flüchten und die Shoah überleben, Katharina in den Vereinigten Staaten, Charlotte auf den Philippinen. |
|              | HIER ARBEITETE CHARLOTTE WIENER JG. 1914 FLUCHT 1936 PRAG 1940 PHILIPPINEN                                                 | Münchner Straße 28 | Charlotte Wiener wurde am 21. Dezember 1914 in Rosenheim geboren. Ihre Eltern waren Alexander Wiener, der damals zwei Geschäfte für Bekleidung führte, und Frieda, geborene Selz. Sie hatte eine ältere Halbschwester aus der ersten Ehe ihrer Mutter, Katharina Reichner, geboren 1905. Charlotte Wiener wuchs in Rosenheim auf und musste miterleben, wie die Verfolgung von Juden in ihrer Heimatstadt kontinuierlich zunahm. 1936 ging sie nach Prag, 1938 folgten die Eltern, nachdem der Vater unter Druck sein letztes Geschäft im Oktober 1938 abmelden hatte müssen. 1940 gelang ihr die Flucht auf die Philippinen. Sie emigrierte nach 1945 in die Vereinigten Staaten, wohin auch ihre Halbschwester geflüchtet war, und heiratete zweimal. Sie lebte in Seattle (Washington), Hyattsville (Maryland) und zuletzt in Norfolk (Virginia). Charlotte Wiener starb am 17. November 2000. Ihre Eltern wurde beide 1942 verhaftet, ihre Mutter in Prag, ihr Vater in Trnava. Beide wurden deportiert und vom NS-Regime ermordet. |
|              | HIER ARBEITETE FRIEDA WIENER GEB. SELZ JG. 1873 FLUCHT 1938 PRAG DEPORTIERT 1942 THERESIENSTADT 1942 ZAMOSC ERMORDET       | Münchner Straße 28 | Frieda Wiener, geborene Selz, wurde am 21. November 1873 in Nürnberg geboren. Sie heiratete den aus Preßburg stammenden Ignatz Reichner. Das Paar hatte eine Tochter, Katharina, geboren 1905 in Rosenheim. Ihr Mann starb früh. 1912 heiratete sie den Kaufmann Alexander Wiener, der ebenfalls aus Preßburg stammte. Auch mit ihrem zweiten Ehemann hatte sie eine Tochter, Charlotte, geboren 1914 in Rosenheim. Nach der Machtergreifung Hitlers und der NSDAP begannen massive Beschränkungen des Lebens von Juden in Deutschland. 1936 flüchtete ihre jüngere Tochter nach Prag. 1938 wurde ihr Ehemann durch die Ereignisse gezwungen, sein Geschäft abzumelden. Kurz darauf mussten beide Rosenheim verlassen, sie flüchteten ebenfalls nach Prag. Weshalb das Ehepaar getrennte Weg ging, ist nicht bekannt. Beide wurden im April 1942 von den Nationalsozialisten verhaftet und deportiert, Frieda Wiener in Prag und ihr Ehemann in Trnava in der Slowakei. Frieda Wiener wurde am 28. April 1942 nach Theresienstadt deportiert und zwei Tage später weiter nach Zamość im besetzten Polen überstellt. Frieda Wiener wurde vom NS-Regime ermordet. Der Ehemann wurde im September 1942 im Vernichtungslager Majdanek ermordet. Beide Töchter konnten die Shoah überleben. Katharina war 1939 in die Vereinigten Staaten geflüchtet, Charlotte 1940 auf die Philippinen. |

### Stephanskirchen
In Stephanskirchen wurden drei Stolpersteine verlegt.
| Stolperstein | Inschrift | Verlegeort                                                                             | Name, Leben |
| ------------ | --- | -------------------------------------------------------------------------------------- | --- |
|              | KUSMA MARTSCHENKO JG. 1918 UKRAINE ZWANGSARBEITER 'SCHUTZHAFT' 1942 KZ BUCHENWALD 1943 KZ NATZWEILER 1944 KZ DACHAU STEPHANSKIRCHEN ERMORDET 4.3.1945 | Haidenholzstraße (Ecke Hubertusstraße), U-Gebäude des KZ-Außenlagers Stephanskirchen · | Kusma Martschenko, geboren am 10. November 1918 in Schytomyr in der heutigen Ukraine. Musste Zwangsarbeit verrichten, wurde ermordet kurz vor Ende des Zweiten Weltkrieges 1945 in Haidholzen. |
|              | MARTIN SABOZKI JG. 1919 POLEN ZWANGSARBEITER 'SCHUTZHAFT' 1943 KZ DACHAU KZ NATZWEILER 1944 STEPHANSKIRCHEN ERMORDET 1.2.1945                         | Haidenholzstraße (Ecke Hubertusstraße), U-Gebäude des KZ-Außenlagers Stephanskirchen · | Martin Sabozki, geboren am 25. Juni 1919 in Malgow in Polen. Musste Zwangsarbeit verrichten, wurde ermordet kurz vor Ende des Zweiten Weltkrieges 1945 in Haidholzen. |
|              | HIER WOHNTE UND ARBEITETE JOHANN VOGL JG. 1898 MITGLIED ROTE HILFE 'SCHUTZHAFT' 1933 GEFÄNGNIS ROSENHEIM 1936 DACHAU ERMORDET 27.3.1938               | Wasserburger Straße / Ecke Salzburger Straße ·                                         | Johann Vogl, auch Hans Vogl, wurde am 27. März 1898 in Rosenheim geboren. Seine Eltern waren der Lokomotivheizer Michael Vogl und Maria, geborene Mayer. Er hatte zwei Halbbrüder aus einer vorherigen Ehe seines Vaters und den Bruder Georg (geboren 1899). Nachdem sein Vater 1900 bei einem Arbeitsunfall starb, zog die Familie nach Pfaffenhofen am Inn, da seine Mutter dort einen Bauernhof geerbt hatte. 1904 heiratete seine Mutter den aus Fürstätt stammenden Bauern Georg Kiener, der ebenfalls bereits drei Kinder hatte. Kiener verkaufte sein Anwesen und die Familie wohnte auf dem mütterlichen Bauernhof. Es wurden drei weitere Geschwister geboren. Nach dem Besuch der Volksschule arbeitete er kurz auf dem elterlichen Bauernhof und besuchte dann sechs Monate die Landwirtschaftsschule in St. Ottilien. 1916 musste er zum Militärdienst. Ab 1917 kämpfte er an der Front, im März 1918 wurde er verwundet. Nach seiner Wiederherstellung wurde er zum Grenzschutz in Garmisch eingeteilt. Im Frühjahr 1919 wurde er aus dem Militärdienst entlassen. Er wurde wieder auf dem Bauernhof tätig und besuchte erneut die Landwirtschaftsschule. 1920 verließ er den Hof, denn er fühlte sich vom Stiefvater als billige Arbeitskraft missbraucht. Er verdingte sich als Bahnarbeiter, Waldarbeiter und Gärtner an verschiedenen Orten in Bayern. Weihnachten 1920 erfolgte die Verlobung mit der aus Holzgaden stammenden Maria Grünauer (geboren 1898). Im April 1921 heirateten sie. Johann Vogl und seine Frau lebten zuerst bei den Schwiegereltern in Niederaschau, dann in Happing und ab 1929 in Kugelmoos 157, Gemeinde Stephanskirchen. Den Lebensunterhalt verdiente er als Tagelöhner, ab 1923 als Gärtner und ab 1926 als Waschmittelvertreter. Er erwarb einen Kiosk in Schlossberg, einem Ortsteil von Stephanskirchen. 1931 pachtete er einen weiteren in Redenfelden, den seine Frau führte. Bereits 1921 äußerte er sich in Briefen an seine Eltern negativ über die „neuzeitlichen Raubritter“, die nur auf ihrem Reichtum bedacht waren und heuchelnde Christen wären. 1923 trat er aus der Kirche aus. Ab 1926/27 trat er mehreren Organisationen bei: dem Verband der proletarischen Freidenker, dem Rad- und Kraftfahrerbund Solidarität, der Freien Turnerschaft, der Roten Hilfe, dem Einheitsverband für proletarische Sexualreform und Mutterschutz, und der Opposition der Freien Gewerkschaft. Ab Ende der 1920er Jahre wurde er aktenkundig, einerseits als Unterzeichner einer Postkarte für einen politischen Gefangenen, andererseits sollen sich sehr oft Kommunisten bei seinem Kiosk aufgehalten und besprochen haben. Bei einer NSDAP-Versammlung 1931 wollte er sprechen, bekam aber Redeverbot, 1932 war es ihm möglich bei einer Versammlung zu sprechen und warnte: „dass nur die NSDAP die Versklavung der Arbeiter bringen werde...“. Nach der Machtergreifung der Nationalsozialisten begann seine Verfolgung. Bereits am 10. März 1933 wurde er das erste Mal in „Schutzhaft“ genommen. Er wurde im Amtsgerichtsgefängnis Rosenheim inhaftiert und erst am 5. Mai 1933 wieder frei gelassen. Im Juni 1933 sollte er 30 Reichsmark zahlen oder eine Ersatzfreiheitsstrafe für 10 Tage antreten, weil er an einer verbotenen Versammlung teilgenommen hatte. Am 2. Dezember 1936 wurde er von der Gestapo bei einer Aktion gegen „Abtreiber“ verhaftet. Er wurde verdächtigt Abtreibungsgeräte zu verteilen. Der Oberbürgermeister von Rosenheim wurde über die Inhaftierung Vogls in Kenntnis gesetzt. Vogl gab unter anderem zu Protokoll: „Auf Grund meiner Weltanschauung wende ich auch nicht den deutschen Gruß „Heil Hitler“ an, weil ich Niemandem vorheucheln will umsoweniger, als ich unbedingt zu Menschenrecht und Menschenwürde die Gewissensfreiheit rechne.“ Er verkündete in den Hungerstreik treten zu wollen, um „gegen meine Verhaftung und alle weiteren Vergewaltigungen (Haussuchung, Bestehlung, bezw. Beraubung der bei mir beschlagnahmten Gegenstände, Außerachtlassung aller wirtschaftl. Notwendigkeiten, Art der Unterbringung im Gefängnis usw.).“ zu protestieren. Am 23. Dezember 1936 wurde Johann Vogl mit der Häftlingsnummer 11242 im KZ Dachau registriert. Wahrscheinlich war er zu Schwerstarbeiten eingeteilt, daraus lässt ein in einem Brief an seine Frau erwähntes selbstgebasteltes Bruchband schließen. Seinen letzten Brief an seine Frau schrieb er an seinem Geburtstag am 27. März 1938. An diesem Tag verlor er sein Leben. Johann Vogl wurde höchstwahrscheinlich ermordet. Johann Vogls Bruder Georg und dessen Familie wurden von der NSDAP überwacht und wurden schikaniert. Sein Sohn Leopold musste die Schule vorzeitig verlassen und eine ungeliebte Berufsausbildung machen. Bei der Stolpersteinverlegung für seinen Onkel war er mit seiner Familie anwesend. Johann Vogls Ehefrau musste eine zerrüttete Ehe vorspielen, damit sie den Kiosk behalten konnte. Johann Vogl riet ihr zur Scheidung, die dann auf Grund seines Todes nicht mehr notwendig war. Sie heiratete erneut, ihre Stieftochter übernahm den Kiosk, der bis 1999 von der Familie betrieben wurde. |

## Verlegedaten
Die Stolpersteine von Prutting und Stephanskirchen (Johann Vogl) wurden von Gunter Demnig persönlich am 16. Juli 2018 verlegt, jene von Kolbermoor (für die italienischen Zwangsarbeiter) am 7. März 2020. Weitere Verlegungen fanden statt an folgenden Tagen:
- 10. Juni 2021: Rosenheim (auf Privatgründen)
- 21. März 2023: Neubeuern
- 11. Februar 2024: Kolbermoor (Mathias Stich), Stephanskirchen (Kusma Martschenko, Martin Sabozki)
- 27. Mai 2025: Brannenburg und Bruckmühl